# Mizutania riccardioides
Mizutania riccardioides là một loài Rêu trong họ Mizutaniaceae. Loài này được Furuki & Z. Iwats. mô tả khoa học đầu tiên năm 1989.